# Mount Daniel
Mount Daniel je nejvyšší hora okresů King a Kittitas v americkém státě Washington. Nachází se v divočině Alpine Lakes a je částí Kaskádového pohoří. Její nadmořská výška dosahuje 2426 metrů a na jejím východním svahu se nachází prameny řeky Cle Elum.

## Geologie
Mount Daniel je sopečného původu a tvoří ji andezit, dacit, ryolit, brekcie a tuf. Kousek na západ od hory se nachází pluton Mount Hinman.

## Vrcholy
Na první pohled se může zdát, že má hora pouze tři vrcholky, ve skutečnosti jich však má pět. Západní vrchol a Prostřední vrchol mají 2426 metrů, Východní vrchol pouhých 2408. Západní pyramida dosahuje nadmořské výšky 2402 metrů a Severozápadní vrchol 2343 metrů nad mořem. Tyto nadmořské výšky byly vypočítány za použití měření hladiny moře v roce 1929 a topografické mapy z roku 1965. Správa geografických názvů Spojených států amerických přiřadila název Mount Daniel Východnímu vrcholu, přestože není nejvyšší.

## Ledovce
Na hoře se nachází několik ledovců, z nichž největším je Lynchův, který se nachází na severozápadním svahu Mount Daniel. Začíná ve výšce 2377 metrů nad mořem a ve výšce 1896 metrů nad mořem taje do jezera zvaného Hrachová polévka, odkud voda odtéká do východního ramene Fossovy řeky. Západní Lynchův ledovec se nachází na severním svahu Severozápadního vrcholu a byl kdysi spojen s Lynchovým ledovcem. Na severní straně hřebenu mezi Prostředním vrcholem a Východním vrcholem se nachází Danielův ledovec, který je částečně spojen s Lynchovým ledovcem. Danielův ledovec ustupuje velice rychle, dříve byl daleko větší. Východně od něj se nachází několik malých zbytků ledovců, které spíše působí jako stálé sněžné masy. Další dříve obrovský ledovec, zvaný Hyas Creek, se nachází na jihovýchodním svahu hory. Ledovec dává vzniknout stejnojmennému potoku, který se vlévá do Peggyho jezírka. Všechny ledovce na hoře ustupují a ztenčují se. Západní Lynchův ledovec pravděpodobně zanikne v blízké budoucnosti.

## Historie
První známý výstup na horu uskutečnila v roce 1925 místní skupina zvaná The Mountaineers, ale je pravděpodobné, že už dříve se na vrchol dostal někdo z průzkumníků. The Mountaineers se nahoru dostali přes Lynchův ledovec, standardní cesta ale začíná u místa zvaného Salmon La Sac, prochází okolo skály Cathedral Rock a Peggyho jezírka, poté následuje šplh na vrchol.